# Volta-Gletscher
Der Volta-Gletscher ist ein Gletscher in den Neuseeländischen Alpen auf der Südinsel von Neuseeland. Der Gletscher umfasst den von Nordosten kommenden Upper Volta Glacier sowie den von Südwesten kommenden Lower Volta Glacier, die auf einer Höhe von etwa 1390 m aufeinander treffen und zusammen nach Nordwesten abknicken. Nahe dem Gletschersee, der über den Waiatoto River zur Tasmansee entwässert, trifft der Therma-Gletscher auf den Volta-Gletscher. Der Ursprung des Upper Volta Glacier liegt in der Westflanke zwischen dem 2265 m hohen Pickelhaube und dem 2383 m hohen Fastness Peak, die die Grenze zur Region Otago bilden. Der Lower Volta Glacier beginnt an der Nordflanke zwischen dem 3033 m hohen Mount Aspiring/Tititea und dem 2262 m hohen Moncrieff Peak.
Der Gletscher ist nach dem italienischen Physiker Alessandro Volta benannt.